# 빨간 두건

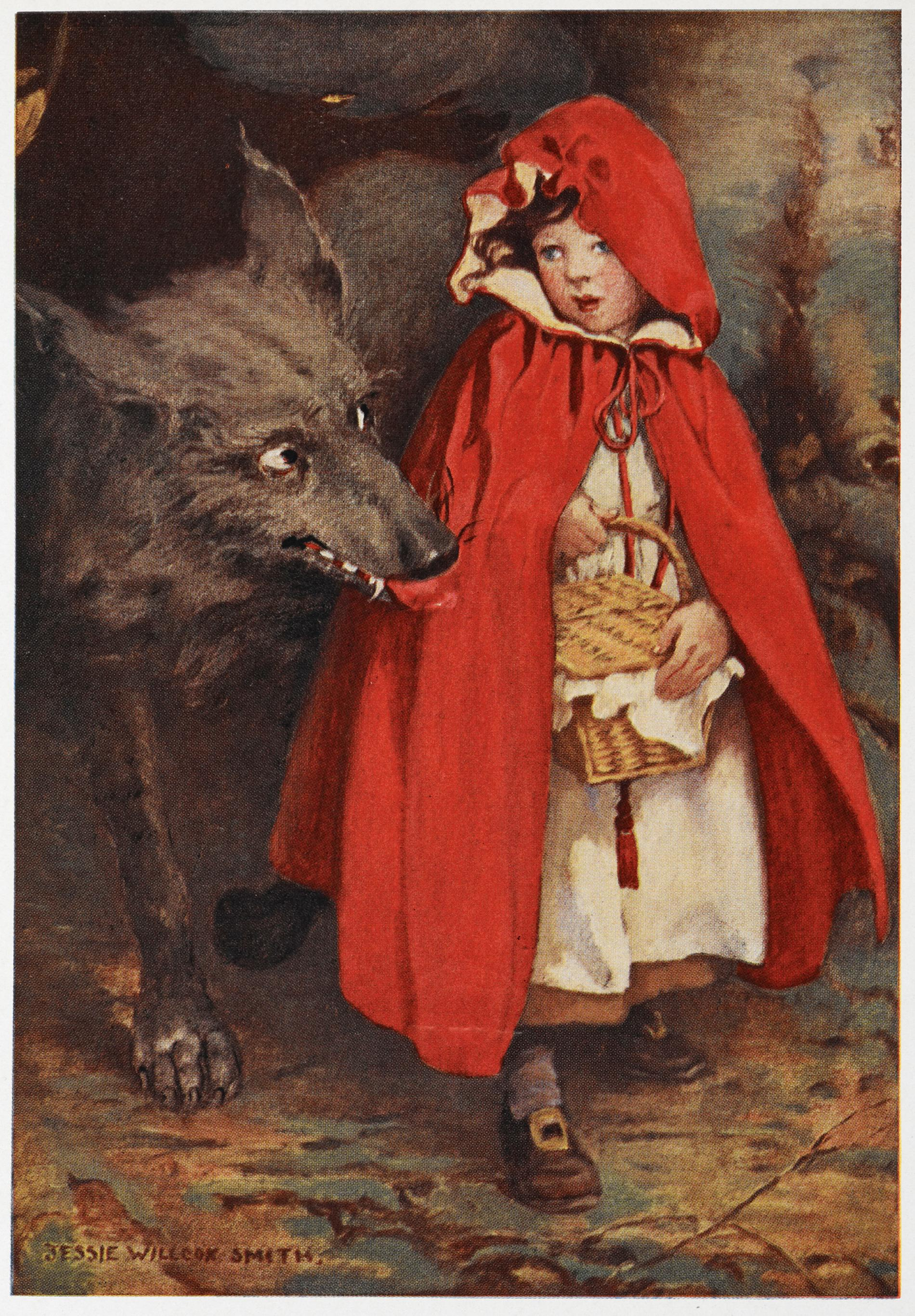
삽화 : J.W.스미스

빨간 모자(프랑스어: Le Petit Chaperon rouge, 독일어: Rotkäppchen)은 어린 소녀가 늑대를 만나는 것에 관한 유명한 동화이다. 이 이야기는 역사상 많은 부분이 변화되었으며, 수많은 현대적인 각색과 다양한 결말의 이본이 존재한다.

## 줄거리

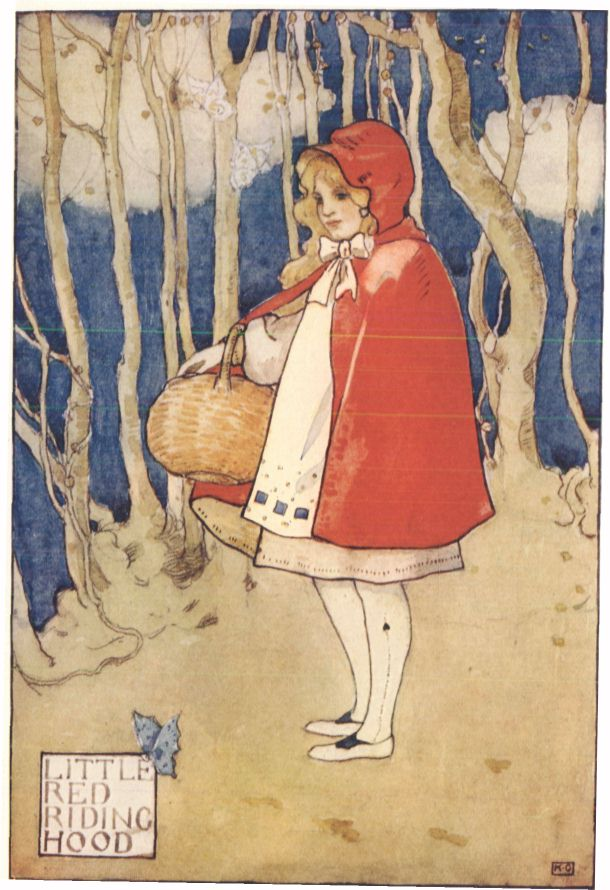
1927년 출간된 동화집에 그려진 빨간 두건

가장 널리 알려진 빨간 두건 이야기는 그림 형제의 동화집을 바탕으로 한 것이다.
두건이 달린 망토를 입은 것으로 묘사되는 어린 소녀 빨간 두건은 아프신 할머니에게 드릴 음식을 갖고 숲 속을 지나간다. 사나운 늑대는 빨간 두건을 잡아 먹고 싶지만 다른 사람들에게 들킬까 걱정이 되어 꾀를 내어 빨간 두건에게 다가간다. 순진한 빨간 두건은 자기가 어디로 가는지 이야기하고 늑대는 꽃을 따다 드리면 할머니가 좋아할 것이라 말한다. 빨간 두건이 숲에서 꽃을 따는 사이 늑대는 할머니 집으로 가 할머니를 통째로 삼킨 다음 할머니로 변장하고 빨간 두건을 기다린다.
할머니 집에 들어온 빨간 두건은 할머니가 이상하게 변한 것을 보고 이것 저것 묻는다. 이 이야기의 최고점은 "할머니 이빨이 왜 이렇게 커요?"라는 빨간 두건의 질문에 늑대가 "널 잡아먹기 좋으려고!"라고 대답하며 빨간 두건을 통째로 삼키는 장면이다. 이후 사냥꾼이 달려와 늑대를 잡고 배를 갈라 할머니와 빨간 두건을 구한다.
이야기의 판본에 따라 빨간 두건이 먹히기 전에 사냥꾼이 등장하기도 하고 늑대의 배에 돌덩이를 채워 강물에 빠뜨리기도 한다.

### 연관된 이야기
늑대에게 잡혀 먹혔다가 다치지 않고 나오는 이야기로는 러시아의 《피터와 늑대》, 그림 형제의 다른 이야기 《늑대와 일곱 마리 아기 염소》과 같은 것들이 있다. 짐승의 뱃 속에서 살아 나오는 이야기의 기원으로는 성경의 요나, 기독교의 안티오키아의 마르가리타 전설 등을 들 수 있다.
빨간 두건과 늑대의 대화는 종종 스림스크비다가 지은 고대 노르드어 서사시인 《고 에다》와 비교된다. 고 에다에 등장하는 거인 스리므르는 토르의 묠니르를 훔치고 돌려주는 대가로 프레이야와 결혼을 원한다. 토르는 묠니르를 되찾기 위해 프레이야로 변장하고 스리므르에게 간다. 스리므르는 눈 모양, 먹고 마시는 모양이 여자 같지 않다고 의심하지만 토르와 함께 간 로키는 신부가 결혼식을 기다린 나머지 먹지도 마시지도 자지도 않아 그렇다고 둘러댄다.

## 줄거리의 변천

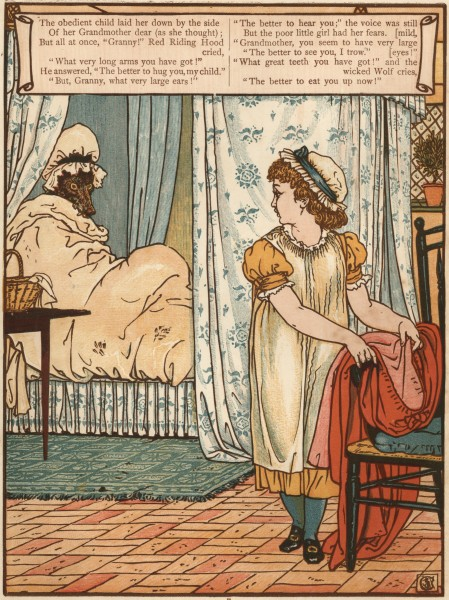
빨간 두건의 질문에 답하는 늑대.

### 페로 이전
빨간 두건 이야기를 처음 문자로 기록한 사람은 샤를 페로이며 그 이전에는 입에서 입으로 전해내려 왔다. 17세기 이전부터 빨간 두건의 이야기는 유럽 각지에서 다양한 형태로 전해지고 있었다. 어떤 이야기는 오늘날 널리 알려진 그림 형제의 판본과는 매우 다른 것도 있다. 14세기에 이미 이탈리아와 프랑스의 농노들 사이에서 《가짜 할머니》이야기가 널리 퍼져 있었다. 보다 오래된 이야기로는 동양의 《왕할머니 호랑이》 같은 이야기에서 유래한 할머니 이야기들이 전해지고 있었다.
구전되던 옛날 이야기에서는 늑대 대신 오거나 늑대 인간이 등장하기도 한다. 때문에 빨간 두건 이야기가 중세 독일에서 실제로 늑대인간이라 여겨졌던 페테르 스툼프와 관련이 있다고 여겨지기도 한다. 오래된 구전 민담에서 늑대는 보통 할머니의 피와 고기를 남겨두었다가 빨간 두건이 먹게하는가 하면, 빨간 두건에게 옷을 벗어 불 속에 던지라고 요구하기도 한다. 어떤 판본에서는 늑대가 침대 안으로 빨간 두건을 불러들여 잡아먹는것으로 이야기가 끝나버리기도 하고, 빨간 두건이 침대에 있는 늑대가 할머니가 아닌 것을 알아차리고 도망가는 것으로 끝나기도 한다. 이 외에도 늑대가 빨간 두건을 줄로 묶어 두나 빠져나오는 이야기, 빨간 두건이 다른 누구의 도움도 받지 않고 탈출 하는 이야기 등 무수한 다른 결말이 존재한다.

### 샤를 페로

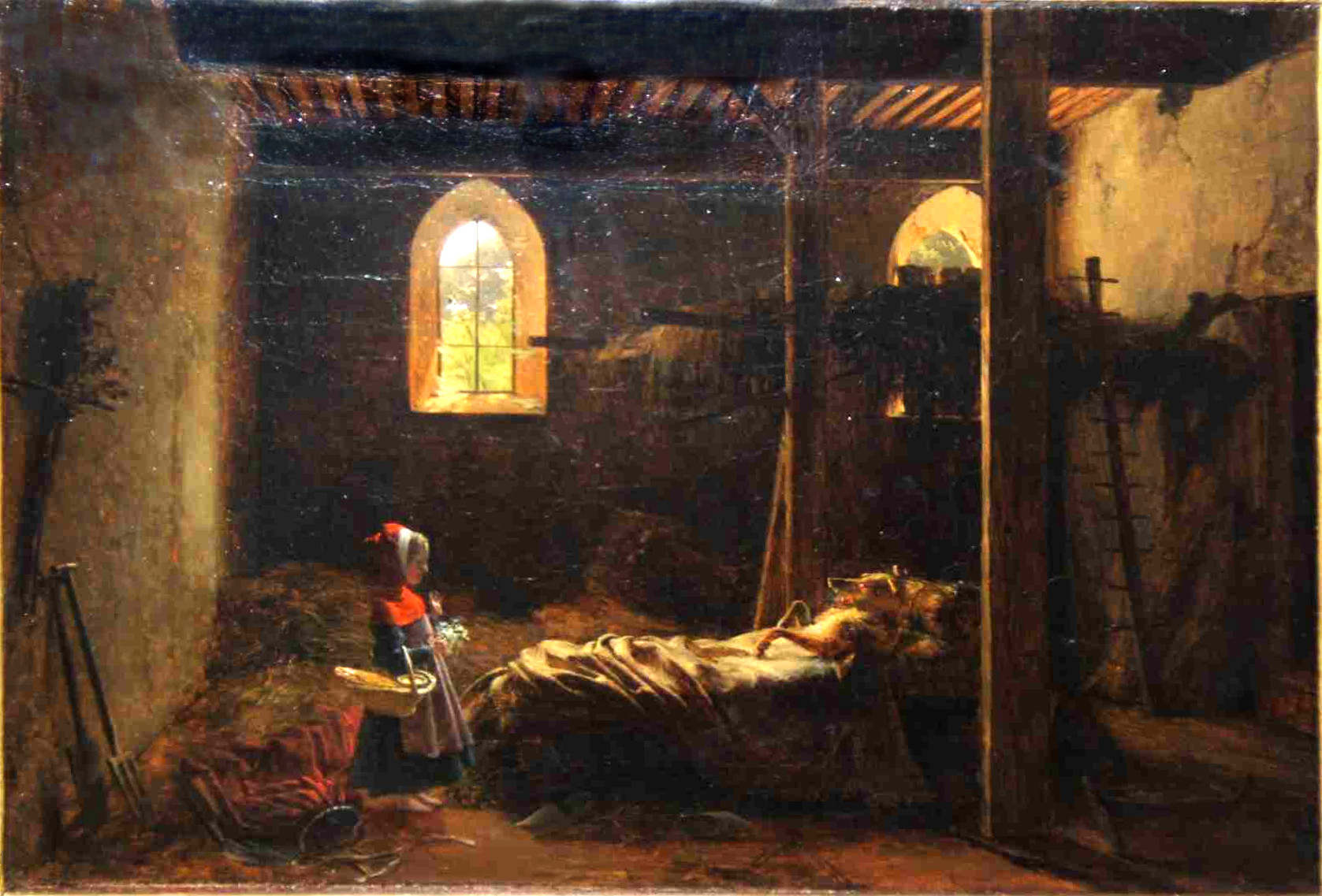
19세기 프랑스에서 그려진 빨간 두건

1697년 샤를 페로가 민담집 《옛날 이야기와 교훈》에 빨간 두건 이야기를 최초로 수록하였다. 샤를 페로의 이야기는 이후의 판본에 비해 좀 더 불길하고 교훈적인 이야기로 구성되어 있다. 페로의 이야기에 등장하는 주인공의 빨간색 두건과 같은 특징은 이후 이 이야기의 대표적인 특징이 되었다.
페로의 이야기는 행복한 결말이 아니라 늑대가 빨간 두건을 잡아먹는 것으로 끝난다. 주인공 역시 "시골의 잘자란 매력적인 소녀"로 설정되어 있다. 이야기의 뒤에 페롤은 다음과 같은 "교훈"을 적었다.
| “ | 이 이야기를 통해서 잘 자란 매력적인 소녀가 늑대와 같이 길에서 맞부딛힌 수상한 자의 말을 듣지 않았다면 늑대의 저녁감이 되는 일은 없을 것이란 점을 배울 수 있다. 늑대는 협박을 하거나 폭력을 휘두르지도 않았고 화를 내지도 않았다. 오히려 정중한 말로 길에서 만난 소녀의 집까지 들어간 것이다. 정중한 행동을 하는 늑대가 사실은 가장 무서운 존재였다는 것을 어찌 알았으랴! | ” |
|   | — 샤를 페로, 옛날 이야기와 교훈 |   |

페로의 이러한 교훈은 여러 사람에게 이야기를 들려주던 당시 프랑스의 살롱 문화와 뭇 남성들의 시선을 받는 젊은 여성에게 주는 경고를 엿볼 수 있다.

### 그림 형제

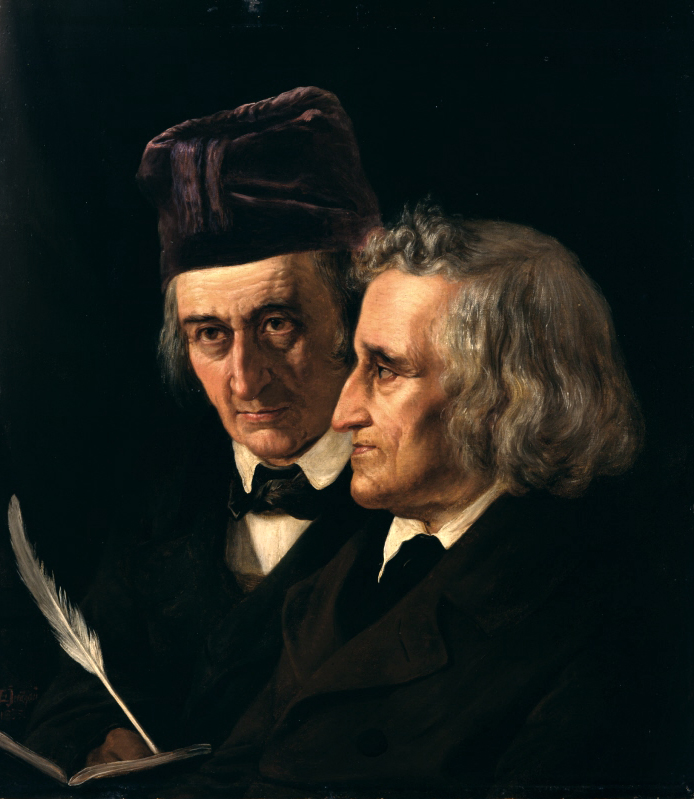
그림 형제

페로가 민담집을 출간한 지 100여년이 지난 19세기에 들어 그림 형제로 널리 알려진 야코프 그림과 빌헬름 그림은 두 개의 서로 다른 빨간 두건 이야기를 수집한다. 첫 번째는 자네트 한센플루프(1791년 - 1860년)이 들려준 것이고 다른 하나는 마리 한센플루프(1788년 - 1856년)이 들려준 것이었다. 그림 형제는 자네트의 이야기를 기반으로 하고 마리의 이야기를 덧붙여 《어린이와 가정을 위한 동화》에 수록하였다.
그림 형제의 동화집에 처음 수록된 빨간 두건은 사실상 페로의 이야기를 독일어로 옮긴 것으로 여겨질 정도로 유사하다. 그러나 그림 형제는 이야기의 결말을 바꾸어 사냥꾼이 늑대의 배를 갈라 할머니와 빨간 두건을 구하는 것으로 하였다. 이러한 결말은 그림 형제가 채록한 다른 민담인 《늑대와 일곱 마리 어린 양》에서 차용한 것이다.
그림 형제는 이후 동화집의 2판을 내면서 할머니와 빨간 두건이 또 다른 늑대를 잡는 내용을 덧붙였다. 사냥꾼에게 구출된 할머니와 빨간 두건은 이번엔 일부러 늑대의 꾐에 빠지는 척하면서 오히려 늑대를 속인다. 빨간 두건에게서 할머니의 집을 알게 된 늑대가 할머니 집에 갔을 때 집문은 굳게 닫혀 있고 할머니는 물을 가득 담은 소시지를 빨간 두건으로 감싸 문 밖에 던진다. 이것을 삼킨 늑대가 몸이 무거워져 옴쭉달삭도 못하게 되자 늑대를 잡는다. 그림 형제의 빨간 두건 이야기는 계속해서 내용이 조금씩 바뀌다가 1857년 가장 널리 알려진 줄거리로 출판되었다. 이 이야기는 이전의 것이 갖고 있던 어두운 내용들을 많이 순화시켰다.

### 그림 형제 이후
스코틀랜드 출신의 문학가이자 문헌학자였던 앤드루 랭은 자신의 《빨간 동화책》에 〈금빛 두건의 진실〉을 수록하였다. 랭은 자신의 이야기가 프랑스의 샤를 마레이유의 민담집을 기반으로 한 것이라 밝히고 있다. 이 이야기에서 소녀는 사냥꾼에 의해 구조되는 것이 아니라 늑대가 금빛 두건을 통째로 삼키려 하자 두건이 불타오르는 바람에 늑대가 죽는 것으로 결론 짓고 있다.
1827년 미국의 희곡 작가이자 정치가였던 제임스 N 바커가 1000여 단어로 축약한 빨간 두건을 출간하였다. 이 이야기는 1858년 영국의 희곡 작가 윌리엄 에반스 버튼의 《위트와 유머 모음집》에 다시 각색되어 실렸다.
20세기에 들어서자 빨간 두건 이야기는 수많은 이야기 집에 각색되어 실렸으며, 시, 드라마, 공연 예술, 애니메이션, 영화 등에서 다루어졌다. 2006년 제작된 단편 영화 《포악한 늑대》 슈렉에서는 여러 동화 주인공과 함께 포악한 늑대가 등장한다. 관련된 가장 최근의 영화로는 2011년 개봉한 《레드 라이딩 후드》가 있다.

## 같이 보기
- 샤를 페로
- 그림 형제